# سان ليونار دو نوبلا
سان ليونار دو نوبلا (بالفرنسية: Saint-Léonard-de-Noblat)‏ هي بلدة في فيين العليا على تل فوق نهر فاين. سميت على اسم القديس ليونارد نوبلاك. تغطي البلدية عدد من القرى الصغيرة والنجوع الصغيرة.

## وصلات خارجية
- الموقع الرسمي